# Абделкадир
Абделкадир (арап. عبد القادر الجزائري, `Abd al-Qādir al-Jazā'irī; рођен 6. септембра 1808. — умро 26. маја 1883. Дамаск) је био арабљански емир из Маскаре (Алжир). Успешно је водио џихад северноафричког племена Кабила против Француза од 1832 — 1847. године (тзв. Абделкадиров устанак), али је био принуђен да се преда после освајања његовог дела емирата од стране војводе Омала (1843) и пораза његових мароканских присталица на Исли (1844). Предао се 1847. године генералу Ламорисијеру. Касније је у Сирији постао пријатељ Француске. Његово доследно поштовање онога што би се сада назвало људским правима, посебно када је реч о његовим хришћанским противницима, изазвало је широко дивљење, а кључна интервенција да се хришћанска заједница у Дамаску спасе од масакра 1860. годиен, и то је донело почасти и награде из целог света. Унутар Алжира, његови напори да уједини земљу против француских освајача довели су до тога да је слављен као „модерни Југурта“, а његова способност да комбинује верски и политички ауторитет довела је до тога да је проглашен за „Свеца међу принчевима, принца међу свецима“.
Абделкадир је био веома способан војсковођа. Потиче из познате породице алжирских феудралаца. Године 1832. племена западног Алжира су га именовала за султана, а потом је добио звање емира. После пропасти устанка против Француза који су хтели да окупирају Алжир и Мароко заробљен је и у заробљеништву је остао све до 1852. године. После заробљеништва боравио је у Дамаску као емигрант. Ту је 1860. године иступио против погрома хришћана за шта је од Француске добио Велики крст Легије части.
Абделкадир је написао једно дело религијско-војне садржине. У Алжиру га сматрају за народног хероја.

## Ране године
Абделкадир је рођен у близини града Маскаре 1808. у религиозној породици. Његов отац, Мухидин (или „Мухи ал-Дин”) ал-Хасани, био је мукадам у верској институцији повезаној са Кадирија тарика и тврдио је да потиче од Мухамеда, преко династије Идрисид. Абделкадир је тако био шариф и имао је право да свом имену дода почасни патроним ал-Хасани („потомак Хасана ибн Алија“).
Одрастао је у завији свог оца, која је почетком деветнаестог века постала центар напредне заједнице на обалама Оуед ал-Хамама. Као и други студенти, стекао је традиционално и заједничко образовање из теологије, јуриспруденције и граматике; говорило се да је умео да чита и пише до пете године. Надарен ученик, Абделкадир је са 14 година успео да научи Куран напамет, чиме је добио титулу хафиз; годину дана касније отишао је у Оран на даље школовање. Он је био добар говорник и могао је да одушеви своје вршњаке поезијом и верским дијатрима. Познат је по бројним објављеним есејима о прилагођавању исламског права модерном друштву.

## Француска инвазија и отпор

### Рани успех (1830–1837)
Године 1830, Француска је извршила инвазију на Алжир; Француска колонијална доминација над Алжиром је на крају потиснула доминацију Отоманског царства и Кулоуглиса. Када су Французи стигли, било је доста пригушеног негодовања против Османлија, а због бројних побуна почетком 19. века, Алжирци у почетку уопште нису могли да се супротставе Французима. Када је француска афричка војска стигла у Оран у јануару 1831, од Абделкадировог оца је затражено да води кампању отпора против њих; Мухидин је позвао на џихад и он и његов син су били међу онима који су били укључени у ране нападе испод зидина града.
У овом тренутку је Абделкадир дошао до изражаја. На састанку западних племена у јесен 1832. године, изабран је за Амира ал-Муминина (обично скраћено „Емир”) након што је његов отац одбио положај услед тога што је био престар. Именовање је потврђено пет дана касније у Великој џамији Маскаре. У року од годину дана, комбинацијом казнених напада и опрезне политике, Абделкадир је успео да уједини племена у региону и да поново успостави безбедност – његова област утицаја сада је покривала целу провинцију Оран. Локални француски главнокомандујући, генерал Луј Алексис Десмишел, сматрао је Абделкадира као главног представника те области током мировних преговора, и 1834. потписали су Десмишелов споразум, којим је Абделкадиру препуштена скоро потпуна контрола над провинцијом Оран. За Французе, ово је био начин успостављања мира у региону уз истовремено ограничавање Абделкадира на запад; али је његов статус супотписника такође учинио много да га уздигне у очима Бербера и Француза.
Користећи овај уговор као почетак, он је наметнуо своју власт племенима Челиф, Милијана и Медеа. Француска врховна команда, незадовољна оним што су сада видели као неповољне услове Десмишеловог споразума, опозвала је генерала Десмишелса и заменила га генералом Камијем Алфонсом Трезелом, што је изазвало наставак непријатељстава. Абделкадирови племенски ратници сусрели су се са француским снагама у јулу 1834. у бици код Макте, где су Французи претрпели неочекивани пораз.
Одговор Француске био је да појача своју војну кампању, а под новим командантима Французи су победили у неколико важних окршаја, укључујући битку код Сикака 1836. Али политичко мишљење у Француској је постајало амбивалентно према Алжиру, и када је генерал Тома-Робер Бижо распоређен у региону у априлу 1837. године, он је „овлашћен да употреби сва средства да наведе Абделкадера да пристане на мир“. Консеквентно, након дуготрајних преговора, потписан је Уговор из Тафне 30. маја 1837. Овим уговором је Абделкадир добио још већу контролу над унутрашњим деловима Алжира, али уз признање француског права на империјални суверенитет. Абделкадир је тако освојио контролу над читавом провинцијом Оран и проширио свој домет на суседну провинцију Титери и шире.